# J.J. Hardy
James Jerry Hardy (Tucson, Arizona, 19 de agosto de 1982), más conocido como J.J. Hardy, es un exjugador profesional estadounidense de béisbol que se desempeñó en la posición de campocorto en las Grandes Ligas de Béisbol (MLB). Logró obtener tres Guantes de Oro.

## Carrera
Hardy jugó como profesional cinco temporadas en Milwaukee Brewers (2005-2009), después pasó a Minnesota Twins (2010), luego a Baltimore Orioles, donde jugó siete temporadas (2011-2017), y fue el equipo en el que se retiró.

## Premios
Fue galardonado con el Guante de Oro en tres oportunidades (2012, 2013 y 2014).